# Semmadon
Semmadon es una comuna francesa situada en el departamento de Alto Saona, en la región Borgoña-Franco Condado.

## Demografía
| 139 | 160 | 124 | 116 | 91 | 95 | 121 | 112 |
| Para los censos de 1962 a 1999 la población legal corresponde a la población sin duplicidades (Fuente: INSEE [Consultar]) |     |     |     |    |    |     |     |